# Paperino al campeggio
Paperino al campeggio (Donald's Vacation) è un film del 1940 diretto da Jack King. È un cortometraggio animato della serie Donald Duck, prodotto dalla Walt Disney Productions e uscito negli Stati Uniti il 9 agosto 1940, distribuito dalla RKO Radio Pictures. A partire dagli anni novanta è più noto come Le vacanze di Paperino.

## Trama
Paperino è in kayak su un fiume e canta accompagnandosi con un ukulele. Dopo essere precipitato da una cascata, si dirige in un bosco sulla terraferma. Giunto in una radura, vi si accampa e, una volta scaricati i viveri dal kayak, trasforma la barca in una tenda. Il papero cerca poi di aprire la sua sedia pieghevole, ma finisce con rimanere incastrato dentro; dopo essersi liberato, si mette a saltare e a starnazzare stizzito sulla sedia, che casualmente si apre. Mentre Paperino dorme sulla sedia, degli scoiattoli rubano il cibo al papero, che non si accorge di nulla, finché alcuni di loro, trasportando un ananas, finiscono per svegliare Paperino con il ciuffo del frutto. Paperino rimane ancora una volta bloccato nella sua sedia e, liberatosi a fatica, trova gli scoiattoli ancora sui viveri; decide di schiantarvisi contro a tutta velocità, ma gli scoiattoli scappano via e il papero si trova faccia a faccia con un orso, che ruggisce e comincia ad inseguirlo. Così Paperino è costretto a smontare la sua tenda e ad allontanarsi in tutta fretta.

## Distribuzione

### Edizioni home video

#### VHS
- Cartoons Disney 4 (ottobre 1985)
- Sono io... Paperino (marzo 1990)

#### DVD
Il cortometraggio è incluso nel DVD Walt Disney Treasures: Semplicemente Paperino - Vol. 1.